# 豫章文化
豫章文化，或称南昌文化、洪州文化、洪都文化，泛指以今日中華人民共和國江西省南昌市为核心的大南昌地区从古至今所创造的物质文明和精神文明的所有成果。广义而言的大南昌地区，除了今日的南昌市（四县五区）外，还包括历史上曾经从属于南昌府（洪州）的丰城、奉新、靖安、修水及永修等。南昌地区是江西建制后最早的开发地区，历史上文化兴盛、物产富饶，在赣文化中先声夺人。豫章文化孕育了独具特色的万寿宫文化和许真君信仰，物质及非物质文化遗产亦是精彩纷呈，如洪州窑、洪州禅、净明道、江西诗派、江西画派及赣绣，近现代的豫章赋派、洪州赋派及南昌画派，曲艺中的赣剧、南昌采茶戏、南昌清音及筱贵林南昌谐谑故事等等。